# پاله‌کاندا
پاله‌کاندا (به لاتین: Pallekanda) یک منطقهٔ مسکونی در سری‌لانکا است که در استان مرکزی (سری‌لانکا) واقع شده‌است.